# 阿比路录音室
51°31′54.93″N 0°10′42.07″W / 51.5319250°N 0.1783528°W
阿比路录音室（英語：Abbey Road Studios），舊名EMI錄音室（英語：EMI Recording Studios），是位於英國英格蘭倫敦西敏市聖約翰伍德阿比路3號的一座錄音棚。該錄音室由留聲機公司創建於1931年11月。艾比路錄音室最著名的客戶是披頭四樂團，他們在這座錄音室錄製了眾多著名歌曲。在1970年代，為紀念披頭四樂團在1969年發行的專輯《艾比路》，該錄音室從EMI錄音室更名為艾比路錄音室。
2009年，艾比路錄音室面臨不動產開發的威脅。為保護錄音室建築，英國政府在2010年將錄音室列入英格蘭遺產和II級登錄建築，令該建築得以免受重大改造。

## 歷史

### 19至20世紀前期
艾比路錄音室最初是一座修建於1831年的喬治式連排別墅。1929年，留聲機公司收購了這種建築，並將其改建為錄音室。1931年11月，愛德華·艾爾加指揮倫敦交響樂團在艾比路錄音室演奏他自己的音樂，令百代電影公司成為第一家在艾比路錄音室錄音的公司。1934年，立體聲的發明者阿倫·布魯姆林在艾比路錄音室錄製了由汤玛斯·比彻姆指揮的莫扎特作品《朱比特》。
1931年，留聲機公司和哥倫比亞留聲機公司合併為電子與音樂工業公司（EMI），艾比路錄音室因此更名為EMI錄音室。1936年，在EMI領導者弗雷德·蓋斯博格的指揮下，大提琴演奏家帕烏·卡薩爾斯成為第一位錄音巴赫無伴奏大提琴組曲第1號及第2號的音樂家。 

### 20世紀後期

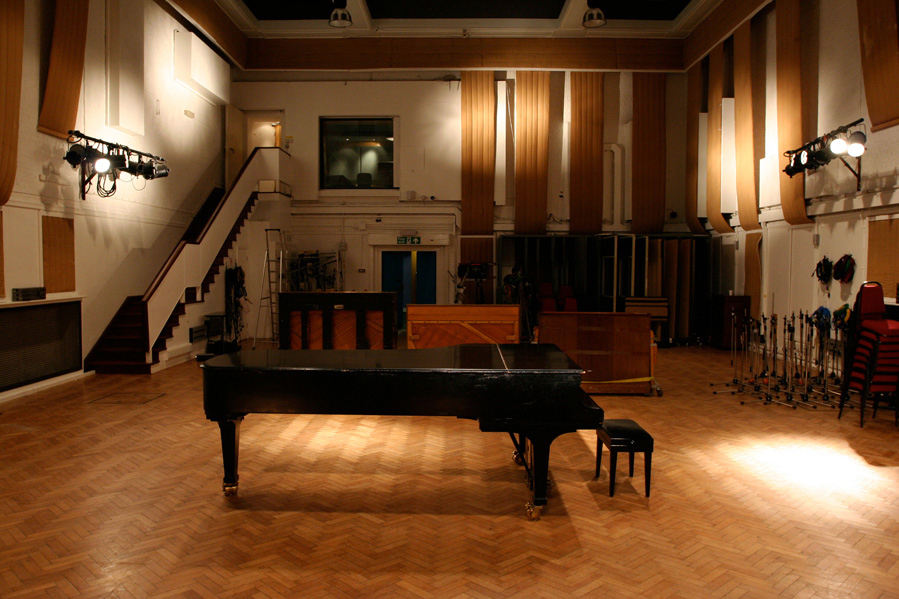
艾比路錄音室二號棚的鋼琴

1958年，在奇里夫·李察和影子樂隊在此錄音歌曲〈Move It〉之後，EMI錄音室二號棚開始成為一個搖滾音樂中心。
EMI錄音室和披頭四樂團有著密切的關係，他們在1962年至1970年的大部分專輯都是在這裡錄音。披頭四在1969年發行的專輯即名為《艾比路》，取自於該錄音室的所在地。此後EMI因此更名為艾比路錄音室。專輯封面由伊恩·麥克米蘭在攝影棚外拍攝。而攝影棚外的斑馬線也因此成為披頭四歌迷的聖地。2010年12月，艾比路的斑馬線成為II級登錄建築。
1979年，莫里西-穆倫在艾比路錄音室錄製了英國第一張數位錄音單曲。

### 21世紀
2005年9月，美國嘻哈歌手肯伊·威斯特在艾比室錄音棚為其專輯《當嘻哈遇上絃樂 艾比路錄音室現場實況》錄製歌曲。2011年6月，南韓偶像團體SHINee成為第一個在艾比路錄音室表演的亞洲團體。2011年11月，澳洲歌手凱莉·米洛在艾比路錄音室錄製了她的專輯《艾比路醇情選》。
2017年2月，南安普頓大學的學生電台Surge Radio發現了一個罕見的曾在艾比路錄音室使用的BTR-3錄音機。2017年4月，這台機械被捐贈給艾比路錄音室。
2025年，台灣歌手周杰倫錄製的綜藝節目《周遊記》來此取景，並在此即興演奏錄音創作。

## 出售爭議
2010年2月17日，由於債務增加，有報道稱EMI有意出售艾比路錄音室，且有地產商對此表示興趣，計劃將其改建為高級公寓。有報道稱英國國民信託可能購買艾比路錄音室，以保護這座歷史建築。一個保護艾比路錄音室的活動試圖讓該建築維持其錄音室功能。 
2010年2月21日，EMI表示計劃保存錄音室，並尋找投資者贊助復興計劃。英國政府也在同時將艾比路錄音室列入II級登錄建築，以保護其免受重大改動。同年12月，艾比路的斑馬線被列入國家遺產名單。
保羅·麥卡特尼於2010年2月16日接受BBC《新聞之夜》採訪時表示有幾位曾長期和錄音室有關的人士在嘗試挽救艾比路錄音室，但未透露這些人是誰，亦未透露他自己是否是其中一員。他還說「我和披頭四在那裡有很多回憶」「那仍是個很棒的錄音棚。所以有人試圖拯救它們的行為真是太可愛了」。

## 艾比路學院
艾比路錄音室在2015年3月成立艾比路學院，目的是培育音樂製作和音響工程人才。除了倫敦之外，艾比路學院還在柏林、法蘭克福、阿姆斯特丹、巴黎、墨爾本提供教育機會。

## 外部連結
- 官方網站 （页面存档备份，存于）
- Google  presents Inside Abbey Road （页面存档备份，存于）
- Abbey Road Institute （页面存档备份，存于）